# Vincent Maguy
Vincent Maguy (* 20. Januar 1997 in Paris) ist ein professioneller, französischer Handball-Spieler. Seine Spielposition ist Rückraum Mitte. Er gehört zu der sogenannten goldenen Generation des französischen Handballs. Seit der Saison 2018/19 spielt Vincent Maguy für den französischen Club Dijon Métropole Handball in der französischen Proligue.

## Karriere

### Jugend
Vincent Maguy begann das Handballspielen 2010 im Alter von 13 Jahren beim Athletic Club de Boulogne-Billancourt. Für diesen Verein spielte er drei Jahre, bevor er zur Saison 2013/14 für zwei Jahre zu Entente Sannois Saint-Gratien wechselte. Während seiner Jugendzeit absolvierte Vincent Maguy seine Handballausbildung als ausgewählter Hoffnungsträger im Exzellenzzentrum CDFAS (Centre départemental de formation en activités sportives), das in den Gemeinden Eaubonne und Saint-Gratien liegt und im Bereich Handball zu den besten Jugendausbildungszentren Frankreichs zählt. Mit seiner Mannschaft spielte er in der IDF, der Ligue Ile de France. Vincent Maguy spielte für die französische Nationalmannschaft der Altersklassen U15, U17, U19 und U21. Mit der U21-Nationalmannschaft gewann er bei der Europameisterschaft 2016 in Dänemark und bei der Weltmeisterschaft 2017 in Algerien jeweils die Bronze-Medaille.

### Profi-Laufbahn
Im Alter von 17 Jahren wechselte Vincent Maguy zu Tremblay-en-France. Bei diesem Club erhielt er für die Saison 2015/16 einen Profivertrag für die Lidl Starligue. In seinem ersten Jahr als Profi absolvierte Vincent Maguy bereits 19 Spiele in der höchsten französischen Liga. Nach einer Saison bei Tremblay-en-France wechselte er zur Saison 2016/17 innerhalb der Lidl Starligue zu dem Club Cesson-Rennes Métropole Handball. Nach einem Jahr trennte er sich von diesem Club und schloss sich zunächst keinem neuen Verein an, sondern trainierte beim Weltklasse-Club FC Barcelona Lassa und in Madrid. Auf eine Anfrage des JC Cherbourg, der ihn im März 2018 um Verstärkung des Teams bat, spielte Vincent Maguy für den JC Cherbourg bis zum Ende der Saison 2017/18. Seit der Saison 2018/19 spielt Vincent Maguy für Dijon Métropole Handball in der französischen Proligue.

## Erfolge
- Bronze-Medaille bei der U20-Europameisterschaft 2016 (Dänemark)
- Bronze-Medaille bei der U21-Weltmeisterschaft 2017 (Algerien)